# École nationale supérieure de formation de l'enseignement agricole
L'École nationale supérieure de formation de l’enseignement agricole (ENSFEA) est un établissement d'enseignement supérieur agricole public régi par les dispositions des articles R. 812-2 à R. 812-24 du code rural et de la pêche maritime.
Elle est implantée sur le site de l'Agrobiopole Auzeville-Tolosane (31).
Sa mission principale est la formation professionnelle initiale et continue de tous les enseignants et personnels d’éducation de l’enseignement agricole qui dépendent du Ministère chargé de l'agriculture.
L’établissement assure des missions d’appui à l’enseignement technique agricole en lien avec les politiques éducatives du ministère. À cette fin, il conduit des actions de recherche, d’expertise et d’innovation dans tous les domaines concernés par l’enseignement agricole.
L’École développe également des actions de coopération internationale.
Elle délivre en outre, en partenariat avec les universités (en particulier l'Université fédérale de Toulouse-Midi-Pyrénées), des diplômes de deuxième et troisième cycles (dont Master) et des doctorats dans ses différents domaines de compétences.

## Histoire
Dans les années 1960 deux lois vont renforcer l'enseignement agricole :
- La loi du 2 août 1960 relative à l’enseignement et la formation professionnelle agricoles promeut un enseignement de haut niveau, établit l’équivalence des diplômes avec ceux de l’Éducation nationale et apporte l’aide de l’État aux établissements privés.
- La loi du 4 août 1962 (loi Pisani) relative à la création et au développement des établissements d’enseignement et de formation professionnelle agricoles programme la construction de nombreux établissements grâce à un financement de 800 millions de francs nouveaux sur 4 ans.

Ce grand programme de construction, le renforcement des moyens alloués à l’enseignement agricole ainsi que la rénovation des formations (création du BTSA en 1965) permettent en premier lieu une forte hausse du taux de scolarisation après 16 ans dans les milieux agricoles. De 7 % d’enfants d’agriculteurs âgés de 16 à 18 ans scolarisés en 1954, la proportion atteint 38 % en 1968, rattrapant et dépassant le taux de scolarisation après 16 ans des enfants d’ouvriers.
Par ailleurs, l’accent mis sur la formation continue des adultes permet une formation de masse des agriculteurs pendant leur vie active et l’adaptation de leurs méthodes aux innovations, au profit du renforcement de la productivité de l’agriculture française. Cette politique volontariste de développement de l’enseignement et de la formation agricoles contribue ainsi activement à la croissance française.
De ce fait, les besoins en formation des enseignants augmentent avec la création de nombreux lycées, collèges agricoles masculins et collèges agricoles féminins. Les professeurs des collèges féminins doivent désormais être formés par des écoles d’enseignement technique agricole féminin. Une école de ce type est créée à Toulouse. Elle a aussi pour mission de former des cadres féminins dans une section dite de cadres agricoles et para-agricoles pour répondre à l’ensemble des besoins de l’agriculture en cadres féminins.
Le 4 octobre 1963, L’École Nationale Féminine d’Agronomie (ENFA) de Toulouse ouvre ses portes et devient un établissement public à caractère administratif par le décret no 64-888 du 20 août 1964. L’établissement est alors situé au 65 rue Lalanne à Toulouse et accueillera jusqu’en octobre 1968 les élèves professeurs.
Le 7 octobre 1968, l'école déménage sur le site d'Auzeville-Tolosane juste cédé à l'État par le département de la Haute-Garonne. À l'époque, le complexe comprend un lycée agricole mixte, un collège agricole féminin, le siège de l'inspection générale de l'enseignement, de la formation professionnelle et du développement agricoles de la région et l'ENFA dont le ministère chargé de l'agriculture étend alors ses activités en lui confiant la formation de l'ensemble des professeurs des collèges agricoles. La formation dure trois ans pour les élèves professeurs : 2 ans après le baccalauréat suivis d’une année de stage pédagogique. Ils sont répartis en quatre sous sections pédagogiques (A - mathématiques et physique, B - physique et chimie appliquée à l'agronomie et sciences du sol, C - sciences biologiques et agronomiques, D - économie domestique et économie agricole).
En 1969, la formation des cadres agricoles est supprimée pour être remplacée par une filière de BTS agricole option laboratoire d’analyses biologiques.
En 1971, elle est assimilée pour son organisation et son fonctionnement aux écoles nationales d'ingénieurs des travaux agricoles par le décret no 71-62 du 6 janvier 1971.
En 1973, l’ENFA développe avec l’Institut National de Recherches et d’Applications Pédagogiques (INRAP) de Dijon la formation continue des professeurs de collèges agricoles et des professeurs de lycées agricoles.
En 1975, la formation des élèves professeurs est profondément modifiée. Le niveau du concours est porté à bac + 2 et la formation dure deux ans avec un temps plein de formation à l’ENFA en 1re année et une deuxième année d’alternance en établissement avec 12 semaines à l’ENFA.
L’École n’étant plus féminine par la nature de ses publics, sa dénomination est modifiée par un décret du 28 août 1978. Tout en gardant son sigle, elle devient « École nationale de formation agronomique de Toulouse".
La rénovation des statuts des enseignants par le décret du 21 décembre 1978 va conforter l’ENFA dans sa mission de formation de tous les professeurs de collèges agricoles : un nouveau statut est créé, celui de professeur certifié de l’enseignement agricole technique (PCTEA) issu de la fusion des corps de professeurs de collège agricole (PCA) et de professeurs techniques adjoints (PTA)
Dans les années 1990, l'école se voit progressivement confier la formation des professeurs certifiés et des professeurs de lycées professionnels agricoles.
En juin 2016, l'école change de nom et devient l'École nationale supérieure de formation de l’enseignement agricole (ENSFEA). 
Ce changement de nom s’accompagne d’un nouveau décret constitutif de ses missions consacrant son rôle spécifique au sein de l’enseignement supérieur agricole. L’établissement obtient l’accréditation à délivrer le Master MEEF (Métiers de l’Enseignement, de l’Éducation et de la Formation) et forme ainsi l’ensemble des enseignants et personnels d’éducation de l’enseignement agricole public et privé.
L’ENSFEA est membre du réseau des Instituts Nationaux Supérieurs du Professorat et de l’Éducation (INSPE).

## Directrices et directeurs successifs
Georgette Aubert (1963 – 1975)
Inspectrice de l’enseignement agricole ménager, elle occupa les fonctions de directrice de l’école ménagère de Montauban avant de devenir la première directrice de l’École Nationale Féminine d’Agronomie de Toulouse.
Elle accompagna le développement de la mission nationale de formation des professeurs de collège agricole en accueillant les premières promotions mixtes.
Visionnaire, elle participe très tôt à la mise en place de cycles d’approfondissement des connaissances sous la forme de stages en établissement s’apparentant aux premiers modules de formation continue.
Claude Jactel (1975 – 1982)
Professeur certifié de l’enseignement agricole, il a été directeur du lycée agricole de Coutances avant de prendre la direction de l’ENFA en 1975. Passionné de pédagogie et de transfert des savoirs, il a développé le champ d’action de l’école qui devient en 1978 École Nationale de Formation Agronomique de Toulouse.
Il a engagé l’ENFA dans ses premières actions de coopération internationale avec notamment la formation d’enseignants camerounais.
Claude Jactel a été l’un des fondateurs et le premier secrétaire général du Syndicat National de l’Enseignement Technique Agricole Public (SNETAP) en 1965.
En 1982, Claude Jactel est nommé Directeur Général Adjoint de l’Enseignement et de la Recherche au Ministère de l’Agriculture.
Gilbert Bonnes (1982 – 1995)
Professeur de Zootechnie, il contribue au développement de l’ENFA en établissant les premiers partenariats scientifiques et pédagogiques avec les universités et écoles toulousaines.
Sous sa direction, les actions de coopération internationales en matière de formation d’enseignants et d’appui aux systèmes éducatifs se renforcent (signatures d’accords avec le Maroc et le Brésil).
Eric Marshall (1995 – 1999)
Ingénieur Général d’Agronomie, il a été le moteur à l’ENFA du développement de l’interdisciplinarité dans la formation des enseignants lui qui avait été l’un des fondateurs de l’approche globale de l’exploitation agricole,.
Eric Marshall a été Doyen de l’Inspection de l’Enseignement Agricole de 1999 à 2007
Brigitte Laquièze (1999 – 2009)
Professeure de Sociologie Rurale de l’Enseignement Supérieur Agricole, Brigitte Laquièze a mis en œuvre une politique de site structurant les partenariats avec les universités et écoles toulousaines et se concrétisant par une offre de formation élargie (nouvelles formations en licences professionnelles et masters). En tant que membre fondateur du Pôle de Recherche et d’Enseignement Supérieur de Toulouse (PRES), l’ENFA conforte sous sa direction son positionnement d’établissement d’enseignement supérieur.
Brigitte Laquièze est membre titulaire de l’Académie d’Agriculture de France.
Véronique Bonne (2009 – 2011)
Inspectrice Générale de la Santé Publique Vétérinaire, Véronique Bonne a assuré l’intérim de la direction de l’ENFA pendant deux ans. Elle a renforcé les liens entre les établissements d’enseignement supérieur agricole du site toulousain en assurant la direction du pôle de compétences Toulouse AgriCampus (TAC).
Michel Bascle (2011 – 2014)
Maître de Conférences en Sciences de l’Éducation, ancien directeur de l’Établissement Public Local d’Enseignement Agricole du Lot-et-Garonne, Michel Bascle a mis en œuvre la réforme de la formation des enseignants (masterisation de la formation décidée en 2010 par le président Sarkozy) en l’adaptant aux spécificités de l’enseignement agricole (master EnFA, Enseignement et Formation pour l’enseignement Agricole et le développement rural) et en le proposant en formation ouverte et à distance.
Emmanuel Delmotte (2014-2021)
Nommé par arrêté du Ministre de l’Agriculture, de l’Agroalimentaire et de la Forêt le 4 août 2014 et renouvelé par arrêté du 19 août 2019, Emmanuel Delmotte est un ingénieur général des ponts, des eaux et des forêts.
Sous sa direction, l'ENFA devient l'École nationale supérieure de formation de l'enseignement agricole (ENSFEA) en 2016 et obtient l'accréditation à délivrer le master Métiers de l'Éducation, de l'Enseignement et de la Formation (MEEF). Il initie le plan de rénovation des bâtiments de l'École grâce au plan France Relance
En 2021, Emmanuel Delmotte est nommé Doyen de l'Inspection de l'Enseignement Agricole.
Damien Trémeau (2021-)
Ingénieur des ponts, des eaux et des forêts, Damien Trémeau a exercé ses fonctions au sein de l'Inspection de l'Enseignement agricole en tant que assesseur au doyen, puis fut Directeur Régional Adjoint de la DRAAF Nouvelle Aquitaine. Directeur général adjoint de Vet Agro Sup, il est nommé par arrêté du Ministère de l'Agriculture et de l'Alimentation et prend ses fonctions à l'ENSFEA le 3 mai 2021.
Sous sa direction, l'ENSFEA restaure l'ensemble de ses bâtiments pédagogiques (les bâtiments 2, 3, 4 et 5) tous grâce aux financements du plan France Relance. Les nouveaux bâtiments entièrement reconstruits proposent une nouvelle approche de pédagogie tournée vers l'apprentissage pluridisciplinaire et la formation pour une pédagogie ouverte sur les sciences cognitives. Une réflexion pour rénover le foyer des étudiants et stagiaires "Le Cercle" est également en cours.